# Piqua
Piqua – miasto w Stanach Zjednoczonych, w stanie Ohio. Należy do obszaru metropolitarnego Dayton.
Liczba mieszkańców w 2000 roku wynosiła 20 802.
W Piqua urodzili się znani w Stanach Zjednoczonych jazzowi muzycy bracia Mills (The Mills Brothers).